# Zenzénite
La zenzénite è un minerale.